# Elymnias violacea
Elymnias violacea är en fjärilsart som beskrevs av Hans Fruhstorfer 1911. Elymnias violacea ingår i släktet Elymnias och familjen praktfjärilar. Inga underarter finns listade i Catalogue of Life.